# Beatriu Anna Ruiz
Beatriu Anna Ruiz   (Guardamar del Segura, 1656 - Guardamar del Segura, 1735) va ser una religiosa valenciana. Va tenir quatre fills i va quedar-se vídua de molt jove. Cap el 1700 va assegurar haver tingut experiències místiques i va ingressar a l'Orde de Sant Agustí.
Va escriure Doctrinas o Revelaciones doctrinales y nueve décimas y un poema sobre la seva vida i experiències. Va ser ignorada durant gran part de la seva vida però després de la seva mort hom va escriure fins a tres biografies sobre ella.